# 土匪
土匪是指以偷盜、搶劫平民、商旅或敲詐勒索、經營妓院、走私、賭博、毒品等非法活動為生的地方武裝勢力。根据所在区域，细分为陆匪、海匪两类:50。

## 名称、引申含義
土匪并不是中国特有的社会现象，在世界各国都是存在的。土匪主要成分是乱兵和破产的农民还有无业游民等。霍布斯鲍姆（Eric Hobsbawm）在《土匪》一書中开宗明义地写道：“从法律上说，任何一群以暴力从事抢掠和袭击活动的人就是土匪。”羅賓漢（Robin Hood）是英國民間傳說中的土匪，他和同伴生活在舍伍德森林，是劫富济贫、行侠仗义的绿林英雄。從12世紀中葉起，羅賓漢的故事就在英國廣為流傳。十三世紀末，英國社會搶劫偷竊成風，在政府檔案中，就出現羅布霍德（Robehod）這個名字。中国古代称之为響馬，绿林强盗；近代叫胡子、馬賊、棒子手:1。
国共内战期间，中华民国政府和中国共产党均将对方贬称“匪”，帶有嘲諷、貶低意味。中华民国政府用於代指中國共產黨之詞有赤匪、土共等。中国共产党则将中华民国政府及中华民国国军称为白匪、蒋匪等。中华民国政府将消灭中国共产党军队的战争称为剿匪（或称剿共），相关机构称为剿匪總司令部。中国共产党及其建立的中华人民共和国，亦将消灭中华民国政府所有、支持的武装力量及其残部（不限于中华民国国军）的军事行动称为剿匪。

## 中国土匪史
中國土匪的歷史悠久，最早记录的土匪出现在西汉末年，西汉以后的各个朝代均出现过土匪。:1。历代政府的处理政策，一是取締、清剿，二是收编、招安。四大小說之一的《水滸傳》，就是以北宋年間梁山泊一百零八名好漢的故事為主線。土匪多數擁有有強大的地方武裝勢力，官軍很多時候沒有足夠力量或資源去取締。土匪头目如有妻子，或強搶民女為妻，妻子被称为压寨夫人。
晚清，随着清廷对基层控制力减弱，清鄉成为地方对付土匪、盗匪的常见手段。民國初年，盜賊遍地。白崇禧稱廣西：“无处无山，无山无洞，无洞无匪。”在民国军阀长期混战的背景下，北洋政府依靠群收编土匪扩充实力，造成“兵匪一家、官匪一家、警匪一家”。国民政府出于反共需求，对土匪以安抚收编为主:38。土匪雖是非法組織，但部份土匪集團也制定紀律，例如白朗规定有三条纪律中，第一条是：“专打大户老财，对贫苦人民则多方体恤，秋毫无犯，违者就地正法。”部份土匪更強調不姦淫婦女。
中华人民共和国研究者一般认为，中华人民共和国政府通过1950年到1953年期间的全国大剿匪，在全国范围内消灭了土匪组织:38:50。1980年代以后，多是车匪路霸。

### 民国时期

#### 東北
- 小日向白朗，外號小白龍，（1900年－1982年），20世紀初期活躍於中國的著名日本人馬賊。中國民眾稱之為小白龍。
- 張樂山，外號座山雕。
- 謝文東（1887年－1946年），原名謝文翰。滿族。因為綁票事發而舉家遷到黑龍江省依蘭縣土龍山一帶居住，擔任民團頭領。1931年九一八事變後，謝文東聯絡土龍山地區各個民團首領準備武裝反抗日本侵略者的到來。[5]
- 張賀年，又名張海天，外號老北風。
- 刘伏龙

#### 华东
響馬，即華北騎馬攔路的馬賊的一種。劫掠時先施放響箭，故稱為「響馬」
- 山東
  - 刘黑七
  - 張宗昌
  - 孫美瑤，（1898年－1923年），山東棗莊人，著名的響馬集團領袖，後被北洋政府勸降誘殺。
- 安徽
  - 洪国顺
- 闽南
  - 高为国

#### 中南
- 河南
  - 白朗（1873年－1914年），字明心，民國初年河南地方民变軍領袖，白朗本是清末低級軍官，因響應局勢而反清，靠劫富濟貧獲得窮人支持，並收編眾多綠林匪盜，後又成為積極反抗袁世凱之地方民變領袖，最終身死戰場。

- 湘西地区
  - 姚大榜

#### 西南
- 广西
  - 林秀山

- 四川
  - 王三春

#### 西北
- 陕南
  - 周寿娃

## 影視作品

### 電影
- 七武士（日本）
- 七侠荡寇志/豪勇七蛟龙（美国）
- 智取威虎山（中国）
- 湘西剿匪记（中国）
- 让子弹飞（中国）

### 電視連續劇
- 乌龙山剿匪记（中国）